# Olga Guirao
Olga Guirao (Barcelona, 1956) es una escritora española finalista del Premio Herralde de Novela en 1992. Tiene obra traducida al holandés y al danés.

## Trayectoria
Se licenció en Derecho por la Universidad Central de Barcelona. Comenzó a desarrollar su carrera profesional en 1980, primero como profesional liberal y después en la Administración Pública. Su actividad como escritora ha ido de manera paralela. En 1992, publicó Mi querido Sebastián, su primera novela.
En Adversarios admirables, novela que ha sido traducida al holandés y al danés, cuenta la historia desde los diferentes puntos de vista de sus personajes. Con La llamada, de 2011, Guirao se inició en el género de la ciencia ficción.
En 2021, publicó Bellísimo Hervé, una novela cuyo protagonista, Fonsi Trebi, es un escritor gay nacido a principios de la década de los 60. La obra es un homenaje al escritor, periodista, fotógrafo y cineasta francés Hervé Guibert.

## Reconocimientos
En 1992, Guirao fue finalista del Premio Herralde de Novela con su obra Mi querido Sebastián.

## Obra
- 1992 – Mi querido Sebastián. Editorial Anagrama. ISBN 978-84-339-0945-9.[8]
- 1996 – Adversarios admirables. Editorial Anagrama. ISBN 978-84-339-1027-1.[9]
- 1998 – Igual que una mujer vieja y desnuda. En el libro de relatos: Barcelona, un dia: un llibre de contes de la ciutat. Grupo Santillana de Ediciones. ISBN 9788420485287.[10]
- 2002 – Carta con diez años de retraso. Espasa-Calpe. ISBN 9788467000818.[11]
- 2011 – La llamada. Ediciones Minotauro. ISBN 978-8445078327.[12]
- 2021 – Bellísimo Hervé. Editorial Egales. ISBN 9788418501197.[13]